# .az
.az為阿塞拜疆國家及地區頂級域（ccTLD）的域名。由阿塞拜疆通信公司管理。

## 二級域名
.az 下的一些二級域名包含com.az、net.az、int.az、gov.az、org.az、edu.az、info.az、pp.az、mil.az、name.az、pro .az、biz.az 和 co.az。

## 外部連結
- IANA .az whois information（页面存档备份，存于）